# Russische luchtmacht
De Russische luchtmacht (Russisch: Военно-воздушные силы России (ВВС), Vojenno-vozdoesjnye sily Rossii (VVS)) is de luchtmacht van Rusland. Het staat sinds augustus 2019 onder het bevel van luitenant-generaal Sergej Dronov. De Russische Marine heeft haar eigen luchtmacht, de Aviatsieja Vojenno Morskogo Flota of AV-MF.

## Geschiedenis
Na het uiteenvallen van de Sovjet-Unie in vijftien onafhankelijke republieken in december 1991 werd het materieel en personeel van de Rode Luchtmacht, de VVS, verdeeld over de nieuwe onafhankelijke republieken. Rusland kreeg het merendeel, ongeveer 40% van het materieel en 65% van het personeel. Veel regimenten, vliegtuigen en manschappen werden geclaimd door de republieken waar ze op dat moment gestationeerd waren, om de kern te vormen van de nieuwe luchtmachten van die republieken. Enkele vliegtuigen uit Wit-Rusland en Oekraïne keerden terug naar Rusland, evenals een langeafstands-divisie gestationeerd op Dolon in Kazachstan. De luchtverdediging van de voormalige Sovjet-Unie bleef nog een aantal jaren onafhankelijk onder Russische controle, maar ging in 1998 op in de Luchtmacht.
De VVS was betrokken bij de Eerste Tsjetsjeense Oorlog (1994-1996), de Tweede Tsjetsjeense Oorlog (1999-2002), de Russisch-Georgische Oorlog in 2008 en is betrokken bij de Syrische Burgeroorlog (2015-heden) en de Russische invasie van Oekraïne (2022).

## Huidige Status
De VVS is gedwongen om ambitieuze plannen voor geavanceerde tactische gevechtsvliegtuigen af te blazen ten gunste van het upgraden van de huidige vliegtuigen. Terwijl er extreme suggesties waren om de VVS in te krimpen tot ongeveer 300 vliegtuigen (zelfde grootte als de Royal Air Force), worden er voorzichtig wel eenheden ontbonden. In oktober 2004 werd de opheffing van het 200e en 444e Bommenwerperregiment, vliegend met de Tupolev TU-22M3, de opheffing van het 28e, 159e, 790e en 941e jagerregimenten, vliegend met de Soechoj Soe-24 en de opheffing van het 187e en 461e aanvalsregiment, vliegend met de Soechoj Soe-25, aangekondigd.
In 1998 werd de VVS samengevoegd met de Vojska PVO (Luchtverdediging). In 2003 werden alle luchttaken van de landmacht, inclusief helikopters en vliegtuigen, overgeheveld naar de VVS.
In december 2020 werd de Soe-57 die door een consortium van bedrijven, waaronder Mikojan, Jakovlev en geleid door Soechoj ontwikkeld werd in gebruik genomen door de VVS. Het programma heet Perspektivni aviatsionny kompleks frontovoj aviatsii (Перспективный авиационный комплекс фронтовой авиации), of PAK FA, hetgeen staat voor Toekomstig Luchtcomplex voor Tactische Luchtmachten. De bedoeling is dat de PAK FA de Mikojan-Goerevitsj MiG-29 en Soechoj Soe-27 zal vervangen in de Russische Luchtmacht. De eerste vlucht van de Soe-57 vond plaats op 29 januari 2010 en het wordt verwacht dat dit vliegtuigtype tot 35 jaar in dienst van de VVS zal blijven.

## Inventaris
2.600+ vliegtuigen in dienst.

### Vliegtuigen
| Vliegtuig                   | Foto                | Herkomst            | Rol                                        | Versie                               | Aantal              | Commentaar                                                                   |
| Gevechtsvliegtuigen         | Gevechtsvliegtuigen | Gevechtsvliegtuigen | Gevechtsvliegtuigen                        | Gevechtsvliegtuigen                  | Gevechtsvliegtuigen | Gevechtsvliegtuigen                                                          |
| --------------------------- | ------------------- | ------------------- | ------------------------------------------ | ------------------------------------ | ------------------- | ---------------------------------------------------------------------------- |
| Soechoj Soe-57              |                     | Rusland             | Vijfde Generatie Stealth Gevechtsvliegtuig | Soe-57                               | 5                   |                                                                              |
| Soechoj Soe-27              |                     | Sovjet-Unie         | Luchtoverwicht                             | Soe-27 Soe-27SM Soe-27SM3 Su-27UB    | 245 70 85 52        | 452 in totaal. Alle vliegtuigen worden gemoderniseerd naar Soechoj Soe-27SM. |
| Soechoj Soe-30              |                     | Rusland             | Multirole gevechtvliegtuig                 | Soe-30M2 Soe-30SM                    | 20 60               |                                                                              |
| Soechoj Soe-33              |                     | Rusland             | Gevechtsvliegtuig                          | Soe-33                               | 20+                 |                                                                              |
| Soechoj Soe-35              |                     | Rusland             | Gevechtsvliegtuig                          | Soe-35S                              | 48                  | [ 7 ]                                                                        |
| Mikojan-Goerevitsj MiG-29   |                     | Sovjet-Unie         | Multirole Gevechtsvliegtuig                | MiG-29UB MiG-29SMT MiG-29UBT MIG-29S | 467                 | wordt gemoderniseerd tot Mikojan-Goerevitsj MiG-29SMT                        |
| Mikojan-Goerevitsj MiG-31   |                     | Sovjet-Unie         | Onderscheppingsvliegtuig                   | MiG-31B MiG-31BM                     | 325                 |                                                                              |
| Mikojan-Goerevitsj MiG-35   |                     | Rusland             | Gevechtsvliegtuig                          | MiG-35                               | 37                  |                                                                              |
| Aanvalsvliegtuigen          |                     |                     |                                            |                                      |                     |                                                                              |
| Soechoj Soe-24              |                     | Sovjet-Unie         | Aanvalsvliegtuig                           | Soe-24M Soe-24M2 Soe-24MR            | 280                 |                                                                              |
| Soechoj Soe-25              |                     | Sovjet-Unie         | Aanvalsvliegtuig                           | Soe-25 Soe-25SM Soe-25UB             | 285                 | 80 Soechoj Soe-25's worden gemoderniseerd to Soechoj Soe-25SM.               |
| Soechoj Soe-34              |                     | Rusland             | Aanvalsvliegtuig                           | Soe-34                               | 125                 |                                                                              |
| Bommenwerpers               |                     |                     |                                            |                                      |                     |                                                                              |
| Toepolev Tu-22M             |                     | Sovjet-Unie         | Bommenwerper                               | Tu-22M3 Tu-22MR Tu-22M3M             | 124                 |                                                                              |
| Toepolev Tu-95              |                     | Sovjet-Unie         | Bommenwerper                               | Tu-95MS6Tu-95MS16                    | 64                  |                                                                              |
| Toepolev Tu-160             |                     | Sovjet-Unie         | Bommenwerper                               | Tu-160                               | 16                  |                                                                              |
| Antonov An-124              |                     | Sovjet-Unie         | Transportvliegtuig                         | An-124An-124-100                     | 9                   |                                                                              |
| Iljoesjin Il-76             |                     | Sovjet-Unie Rusland | Transportvliegtuig                         | Il-76MD                              | 136                 |                                                                              |
| Antonov An-12               |                     | Sovjet-Unie         | Transportvliegtuig                         | An-12                                | 25                  |                                                                              |
| Antonov An-72               |                     | Sovjet-Unie         | Tactisch transportvliegtuig                | An-72                                | 17                  |                                                                              |
| Antonov An-24 Antonov An-26 |                     | Sovjet-Unie         | Tactisch transportvliegtuig                | An-24/An-26                          | 30                  |                                                                              |
| Iljoesjin Il-62             |                     | Sovjet-Unie         | Transportvliegtuig                         | Il-62M                               | 5                   |                                                                              |
| Toepolev Tu-154             |                     | Sovjet-Unie         | Transportvliegtuig                         | Tu-154M                              | 2                   |                                                                              |
| Antonov An-148              |                     | Oekraïne            | Transportvliegtuig                         | An-148-100E                          | 3                   |                                                                              |
| Let L-410 Turbolet          |                     | Tsjechië            | Transportvliegtuig                         | L-410                                | 50                  |                                                                              |
| Jakovlev Jak-40             |                     | Sovjet-Unie         | Transportvliegtuig                         | Jak-40                               | 17                  |                                                                              |
| Antonov An-140              |                     | Oekraïne            | Transportvliegtuig                         | An-140-100                           | 4                   |                                                                              |
| Verkenning/ECM/ELINT/AEW    |                     |                     |                                            |                                      |                     |                                                                              |
| Beriev A-50                 |                     | Sovjet-Unie         | AEW&C                                      | A-50M A-50U                          | 13                  |                                                                              |
| Iljoesjin Il-78             |                     | Sovjet-Unie         | Tankvliegtuig                              | Il-78 Il-78M                         | 23                  |                                                                              |
| Iljoesjin Il-20             |                     | Sovjet-Unie         | Verkenningsvliegtuig                       | Il-20M                               | 12                  |                                                                              |
| Ilyushin Il-80              |                     | Sovjet-Unie         | Command & Control                          | Il-80                                | 8                   |                                                                              |
| Beriev Be-200               |                     | Rusland             | Watervliegtuig                             | Be-200PS Be-200ChS                   | 20                  |                                                                              |
| Lesvliegtuigen              |                     |                     |                                            |                                      |                     |                                                                              |
| Jakovlev Jak-130            |                     | Rusland             | Lesvliegtuig                               | Jak-130                              | 476                 |                                                                              |
| Aero L-39 Albatros          |                     | Tsjechië            | Lesvliegtuig                               | L-39                                 | 200                 |                                                                              |
| Toepolev Tu-134             |                     | Sovjet-Unie         | Lesvliegtuig                               | Tu-134UBL                            | 17                  |                                                                              |

### Helikopters
Gevechtshelikopters
580+ operationele gevechtshelikopters en 950+ operationele transporthelikopters
| Vliegtuig            | Foto | Herkomst            | Rol                 | Versie                                    | Aantal | Commentaar |
| -------------------- | ---- | ------------------- | ------------------- | ----------------------------------------- | ------ | ---------- |
| Kamov Ka-52          |      | Rusland             | Aanvalshelikopters  | Ka-52                                     | 155+   |            |
| Mil Mi-24 Mil Mi-35  |      | Sovjet-Unie Rusland | Aanvalshelikopters  | Mi-24V/PMi-35М                            | 327    |            |
| Mil Mi-28            |      | Rusland             | Aanvalshelikopters  | Mi-28N                                    | 101    |            |
| Transporthelikopters |      |                     |                     |                                           |        |            |
| Mil Mi-8 Mil Mi-17   |      | Sovjet-Unie Rusland | Transporthelikopter | Mi-8MT Mi-8T Mi-8MTV-5 Mi-8AMTShMi-17(8M) | 644    |            |
| Mil Mi-26            |      | Sovjet-Unie         | Transporthelikopter | Mi-26 Mi-26(T)                            | 50     |            |
| Kamov Ka-226         |      | Rusland             | Leshelikopter       | Ka-226                                    | 10     |            |
| Kazan Ansat          |      | Rusland             | Leshelikopter       | Ansat-U                                   | 32     |            |
| Mil Mi-2             |      | Sovjet-Unie Polen   | Transporthelikopter | Mi-2                                      | 18     |            |
| Kamov Ka-28          |      | Sovjet-Unie         | Transporthelikopter | Ka-28                                     | 1      |            |
| Kamov Ka-29          |      | Sovjet-Unie         | Transporthelikopter | Ka-29                                     | 21     |            |

### UAV's
| UAV                 | Foto | Herkomst | Rol  | Versie    | Aantal | Commentaar |
| UAVs                | UAVs | UAVs     | UAVs | UAVs      | UAVs   | UAVs       |
| ------------------- | ---- | -------- | ---- | --------- | ------ | ---------- |
| Jakovlev Ptsjela    |      | Rusland  | UAV  | PCHELA-1T | N/A    |            |
| Toepolev-243 REIS-D |      | Rusland  | UAV  | REIS-D    | N/A    |            |
| IAI Searcher        |      | Israël   | UAV  | Forpost   | N/A    |            |

## Afbeeldingen

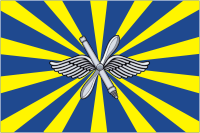
Vlag
Roundel (1991–2010)
Roundel